# Mala Obarska
Mala Obarska (en serbe cyrillique : Мала Обарска) est un village de Bosnie-Herzégovine. Il est situé sur le territoire de la ville de Bijeljina et dans la république serbe de Bosnie. Selon les premiers résultats du recensement bosnien de 2013, il compte 325 habitants.

## Géographie
Le village est situé au bord de la rivière Dašnica, un affluent droit de la Save.

## Histoire
La localité a été formée en 2012 ; avant cette date, son territoire était rattaché à celui de Batković.